# Alex Kroll
Alex Kroll (ur. 18 marca 1907 w Berlinie, zm. ?) – od 1933 roku członek NSDAP, od 1940 roku dyrektor Szpitala dla Nerwowo i Psychicznie Chorych w Kobierzynie, w 1941 roku odznaczony krzyżem Zasługi Wojennej. W 1942 roku uczestniczył w zbrodniczej likwidacji szpitala psychiatrycznego w Kobierzynie.

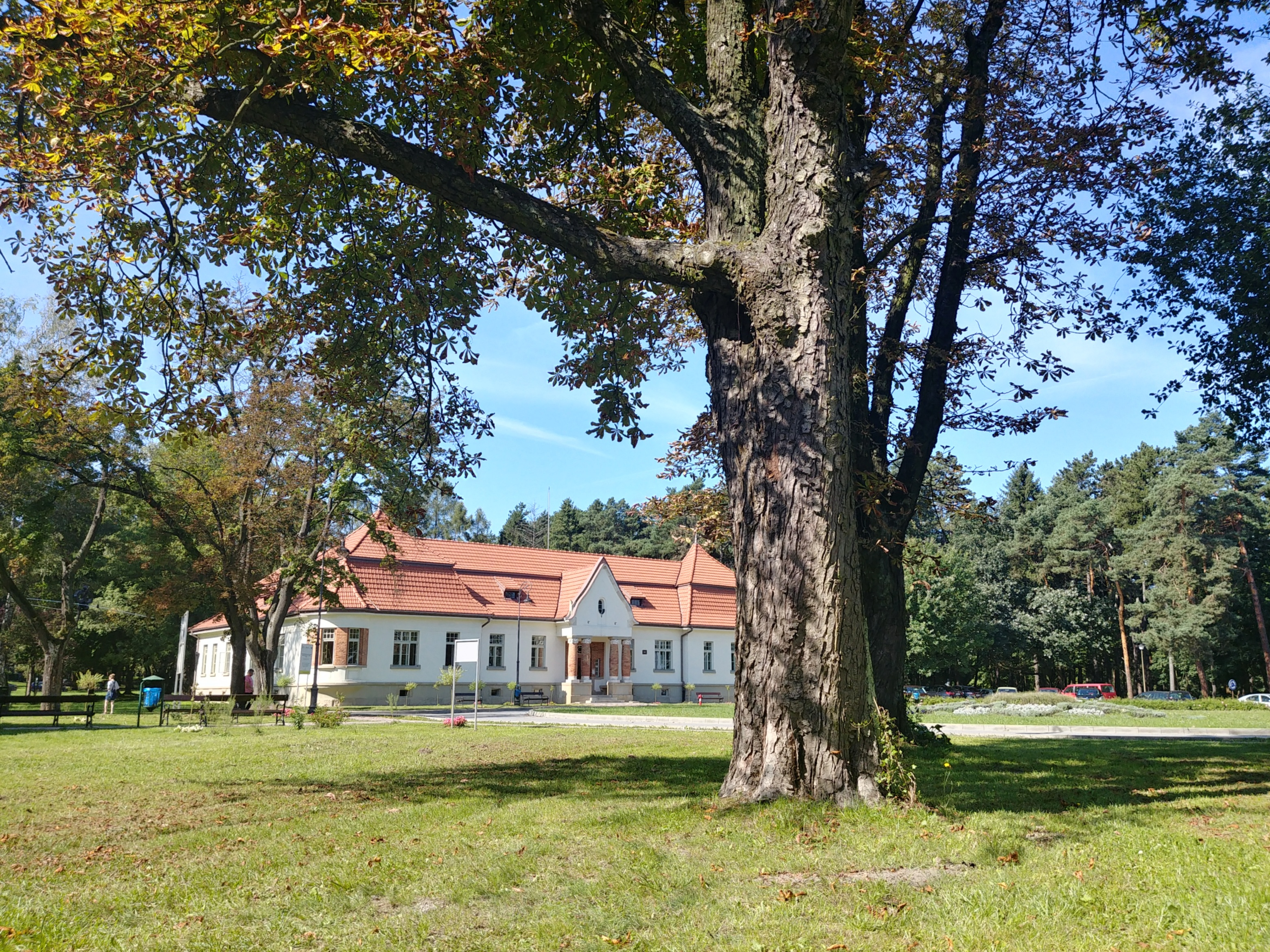
Szpital Kliniczny im.dr. Józefa Babińskiego w Krakowie

Losy Alexa Krolla zostały odtworzone w reportażu “Do widzenia w niebie”, zrealizowanym w ramach akcji “Zbrodnia bez kary” (wspólny projekt Deutsche Welle, Interii i Wirtualnej Polski).

## Udział w likwidacji szpitala w Kobierzynie
Alex Kroll pełnił funkcję dyrektora administracyjnego szpitala psychiatrycznego w Kobierzynie od października 1940 roku do września 1942 roku.
Gdy obejmował stanowisko, w zakładzie leczyło się około 1050 osób.
W 1941 roku, na polecenie Krolla, doszło do wywiezienia do szpitala psychiatrycznego „Zofiówka” w Otwocku 91 żydowskich pacjentów. Tam po kilku miesiącach chorzy zostali zamordowani.
W czasie rządów Krolla, w szpitalu nastąpiły zmiany dotyczące traktowania i żywienia chorych. Decyzje w sprawie racji żywnościowych dla pacjentów osobiście podejmował Kroll. Stopniowe zmniejszanie porcji doprowadziło do drastycznego wzrostu liczby zgonów.
23 czerwca 1942 roku, w dniu likwidacji zakładu, na terenie szpitala było 567 pacjentów. Na polecenie dyrektora z oddziału zakładu w szpitalu Bonifratrów w Zebrzydowicach koło Kalwarii przywieziono 29 chorych (jeden zmarł przed przewiezieniem).

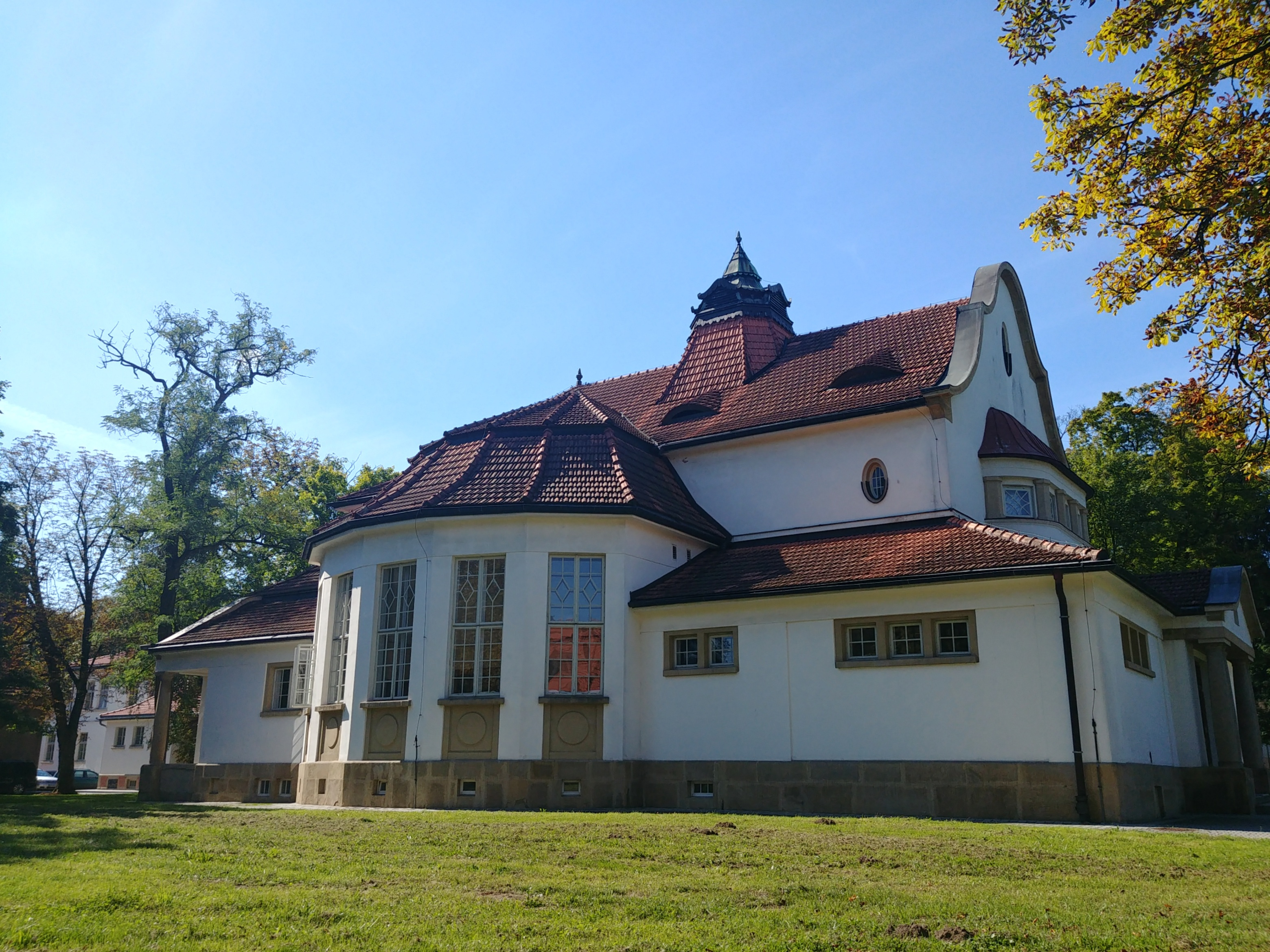
Budynek teatru na terenie szpitala w Kobierzynie; w dniu pogromu 23 czerwca 1942 roku zgromadzono w nim polski personel zakładu

Chorzy nadający się do transportu zostali policzeni na oddziałach, załadowani do ciężarówek, a następnie do wagonów podstawionych na bocznicę. Wszystkich wywieziono do Auschwitz, gdzie zostali zamordowani w komorach gazowych. Obłożnie chorzy zostali zastrzeleni lub uśmierceni zastrzykami w szpitalnych łóżkach, a następnie wrzuceni do dołu na przyzakładowym cmentarzu.
Administracja szpitala nie poinformowała rodzin o losie ich bliskich. Po zamordowaniu chorych pobrano jeszcze opłaty za leczenie.
„Zbrodniczą likwidację chorych bezpośrednio przeprowadzał SS-Sturmbahnfuehrer Karl Meyer, przy użyciu podporządkowanej mu jednostki formacji SS, a nader aktywny udział brał w niej – z pełną świadomością o celu i zbrodniczych skutkach – ówczesny niemiecki dyrektor zakładu Alex Kroll oraz SS-Hauptsfuehrer dr Werner Beck, który prawdopodobnie uśmiercał zastrzykami chorych pozostawionych w pawilonach” – napisano w sprawozdaniu Okręgowej Komisji Badania Zbrodni Hitlerowskich w Krakowie.

## Kariera zawodowa
Alex Kroll po zlikwidowaniu szpitala w Kobierzynie został we wrześniu 1942 roku przeniesiony do zakładu psychiatrycznego w Kulparkowie pod Lwowem.
Jak wynika z zeznań świadków, zabrał ze sobą zapasy żywności z Kobierzyna.
Już po jego wyjeździe do Kobierzyna dotarł rachunek Ostbahn za przewiezienie pacjentów do Auschwitz.
Po wojnie Kroll pełnił funkcję inspektora administracji i kierownika biura w Federalnym Urzędzie Transportu Towarowego (BAG), oddział w Monachium.

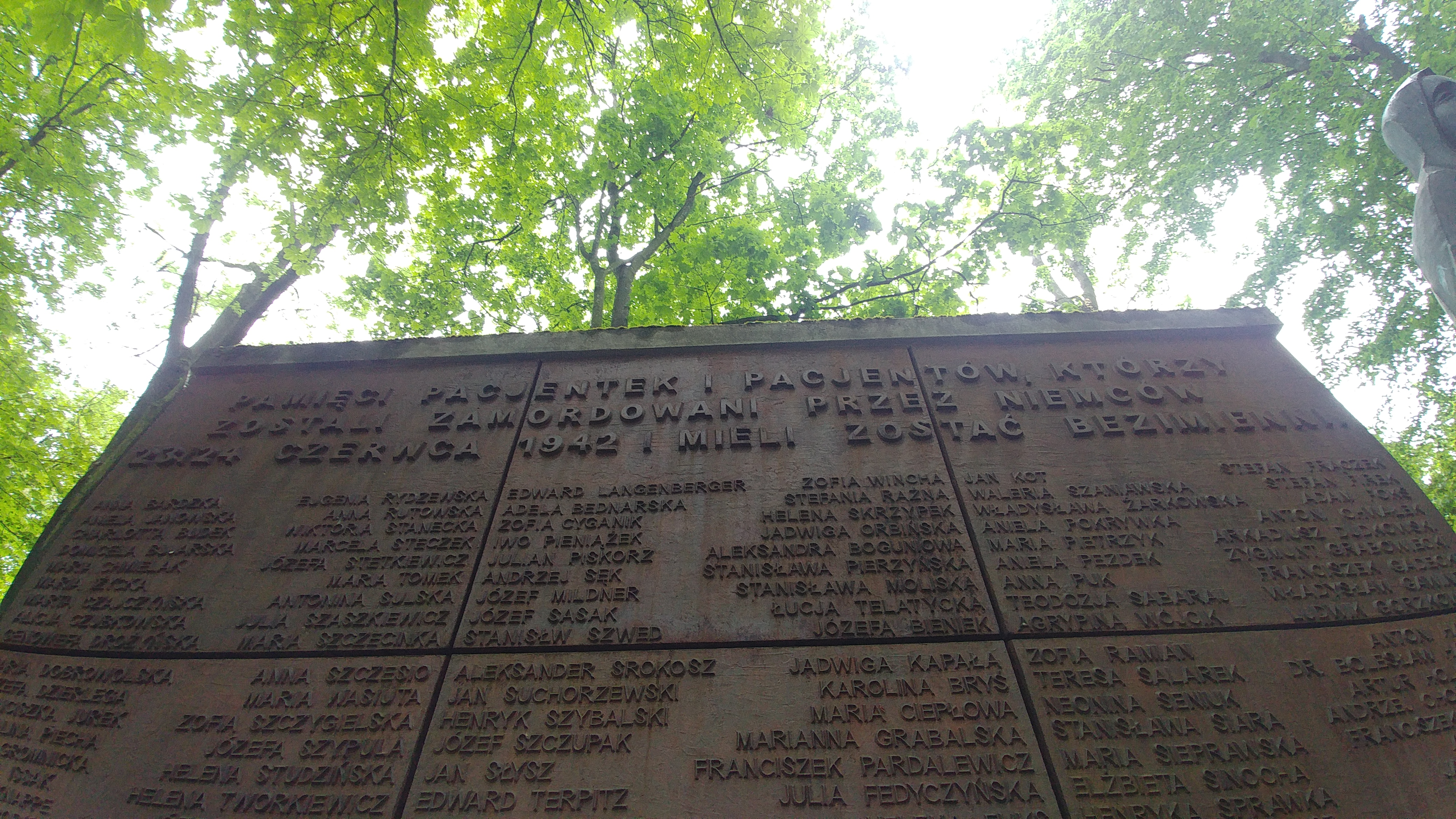
Tablica z nazwiskami pacjentów szpitala w Kobierzynie, wywiezionych 23 czerwca 1942 roku do Auschwitz, a także zamordowanych na terenie zakładu

## Zbrodnia bez kary
W 1969 roku, w trakcie toczącego się przeciwko niemu postępowania, Kroll zapewniał, że od początku marca 1942 do likwidacji szpitala w Kobierzynie przebywał w Pirnie w Saksonii na kursie w szkole administracji Rzeszy.
W jego zeznaniach było jednak wiele nieścisłości, dotyczących m.in. daty powrotu na teren zakładu. Ponieważ nie posiadał świadectwa ukończenia kursu w Pirnie, postarał się o zaświadczenie, z którego wynikało, że przebywał w Pirnie do 24 czerwca 1942 roku. Z tego by wynikało, że w dniu pogromu dyrektora nie było w Kobierzynie. Zeznania świadków, jakie zachowały się w IPN-ie, świadczą jednak o obecności i aktywnym udziale Krolla w likwidacji placówki.
25 czerwca 1971 roku prokuratura w Monachium umorzyła postępowanie.
Alex Kroll nigdy nie odpowiedział za udział w pogromie pacjentów szpitala, którym zarządzał.

## Źródła
1. Ewelina Karpińska-Morek, Katarzyna Domagała-Pereira, „Do widzenia w niebie”, Interia, Deutsche Welle, Wirtualna Polska, 14 września 2019
2. Roman Kiełkowski, Zlikwidować na miejscu. Z dziejów okupacji hitlerowskiej w Krakowie, Wydawnictwo Literackie, 1981
3. „Zbrodnia bez kary” (praca zbiorowa), Wydawnictwo M, Kraków 2022, ISBN 978-83-8043-788-3.